# Cutler Bay
Cutler Bay – miasto w Stanach Zjednoczonych, w stanie Floryda, w hrabstwie Miami-Dade.